# Helina pyriforma
Helina pyriforma är en tvåvingeart som beskrevs av Feng och Xue 2004. Helina pyriforma ingår i släktet Helina och familjen husflugor. Inga underarter finns listade i Catalogue of Life.